# Xanthorhoe geomella
Xanthorhoe geomella là một loài bướm đêm trong họ Geometridae.